# メトカーフの法則

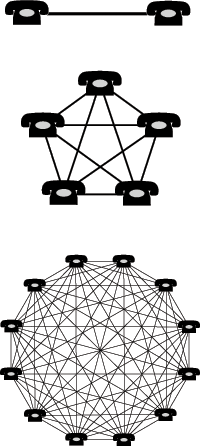
Two telephones can make only one connection, 5 can make 10 connections, and 12 can make 66 connections.

メトカーフの法則（メトカーフのほうそく、英: Metcalfe's law）は、通信ネットワークに関する法則で「ネットワーク通信の価値は、接続されているシステムのユーザ数の二乗（n2）に比例する」という。メトカルフェの法則とも呼ばれている。
George Gilderによって1993年に最初にこのように定式化され、イーサネットに関する1980年のロバート・メトカーフに起源をもつ。
メトカーフの法則は、当初1980年にユーザ数の文脈ではなく「互換性あるコンピューティングデバイス（例：FAX、電話等）」の文脈で提示された。
インターネットが始まり、この法則がユーザとネットワークに適用されるようになったのは、ごく最近のことであった。
なぜならば、この法則の本来の意図は、イーサネットの購入と接続を描写することにあったからである。この法則は、経済学やビジネスの経営管理とも関連が深く、特に、相互に提携先を探している競争的な企業間の関係が関連深い。

## ネットワーク効果
メトカーフの法則は、インターネット、ソーシャルネットワーキング、WWWなどの通信技術やネットワークのネットワーク効果の多くを特徴づけている。
アメリカ合衆国連邦通信委員会の前チェアマンReed Hundtは「インターネットのはたらきの理解には、この法則が最も役立つ」と述べている。
この法則は、しばしば、FAXの例を用いて描写される。1台のFAXでは使いようがなく、各FAX機の価値はネットワーク中のFAXの総数が増えるにしたがって高まる。なぜならば、相手先の総数が増大するからである。